# Moriharu Miura
Moriharu Miura (jap. 三浦守治 Miura Moriharu; ur. 11 maja 1857, zm. 2 lutego 1916) – japoński lekarz patolog.
W 1881 ukończył szkołę medyczną i w następnym roku został wysłany przez japoński rząd do Niemiec na dalsze studia na Uniwersytecie w Berlinie oraz Uniwersytecie w Lipsku. Był m.in. uczniem Rudolfa Virchowa. W 1887 roku powrócił do Japonii, gdzie założył w Tokio pierwszy uniwersytet patologii. W 1911 roku przeszedł na emeryturę.